# Réalisme (littérature)
Pour les articles homonymes, voir Réalisme.
Le réalisme est un mouvement artistique et littéraire apparu en France vers 1850. Né du besoin de réagir contre le sentimentalisme romantique, il est caractérisé par une attitude de l’artiste face au réel, qui vise à représenter le plus fidèlement possible la réalité, avec des sujets et des personnages choisis dans les classes moyennes ou populaires. Le roman entre ainsi dans l'âge moderne et peut dorénavant aborder des thèmes comme le travail salarié, les relations conjugales, ou les affrontements sociaux. Ce mouvement s’étendra à l’ensemble de l’Europe et à l’Amérique.

## Le Réalisme en France

### Contexte

#### Politique
La révolution de 1848 fait disparaître la monarchie de Louis-Philippe 1er, et en février, la Deuxième République est accueillie avec enthousiasme, notamment avec la proclamation de la liberté de la presse et du suffrage universel. Cependant, dès juin 1848, des manifestations ouvrières tournent au drame, la libéralisation politique n’a pas duré. L’échec de la Révolution met fin à l'idéalisme, aux illusions romantiques et aux idéaux de liberté, d'égalité et de fraternité qu'elle avait fait miroiter. Plus tard, le coup d’État de Napoléon III du 2 décembre 1851 transforme la république en Empire, qui autorise la confiscation de la liberté. Commence alors une période autoritaire où le régime opprime et surveille attentivement la presse et la morale publique. Les autorités politiques se méfient du réalisme car ils y voient un mouvement qui conduit à nier la religion et à propager le désordre social.

#### Conditions de production des écrivains
L'esthétique réaliste, si tant est qu'on puisse utiliser le terme d'esthétique pour un courant littéraire qui excède largement le style de tel ou tel écrivain (voir infra, Histoire), s’inscrit dans une période de bouleversement de la production éditoriale et d’évolution du lectorat. Avec l’amélioration des techniques, l’édition entre dans son âge industriel. La presse qui se développe à cette époque utilise la littérature comme moyen d’appel pour vendre. En 1836, nait le roman-feuilleton qui permet aux romanciers de toucher un nombre de lecteurs bien plus important que le livre. Travail journalistique et écriture sont étroitement liés. La révolution industrielle, la naissance d’un véritable prolétariat, les mouvements ouvriers donnent de nouvelles sources d’inspiration aux artistes, tels que Stendhal ou Flaubert, très influencés par le fait divers.

### Histoire
Un mouvement en faveur du Réalisme en littérature se met en place vers le milieu du XIXe siècle. Dans une lettre adressée à George Sand, publiée dans la revue L'Artiste, Champfleury affirme se méfier du terme : « Le nom me fait horreur par sa terminaison pédantesque ; je crains les écoles comme le choléra, et ma plus grande joie est de rencontrer des individualités nettement tranchées ». Il reviendra sur cette question dans son livre Le Réalisme (1857), contenant par ailleurs la « Lettre à Madame Sand ».
En 1856, Louis Edmond Duranty et Jules Assézat lancent la revue Réalisme, qui publiera quelques numéros jusqu'en 1857. Duranty demande au roman de couvrir les divers aspects de la vie :

« Beaucoup de romanciers, non réalistes, ont la manie de faire exclusivement dans leurs œuvres l'histoire des âmes et non celle des hommes tout entiers. […] Or, au contraire, la société apparaît avec de grandes divisions ou professions qui font l'homme et lui donnent une physionomie plus saillante encore que celle qui lui est faite par ses instincts naturels ; les principales passions de l'homme s'attachent à sa profession sociale, elle exerce une pression sur ses idées, ses désirs, son but, ses actions. »

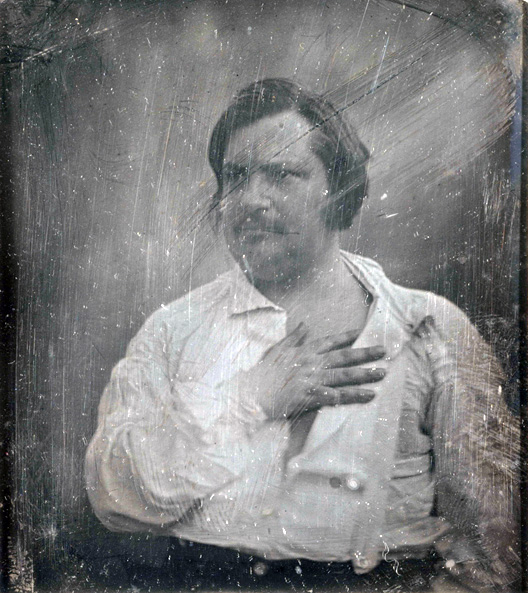
Honoré de Balzac.

Honoré de Balzac est désigné comme un écrivain réaliste, car dans l’œuvre de sa vie, La Comédie humaine, il s'attache à observer le réel avec une extrême acuité et prend pour thèmes des réalités jusque-là ignorées par le roman, parce que vulgaires, laides ou banales. Ses romans mettent en scène l’ensemble des classes sociales, sauf la classe ouvrière, et insistent sur l'importance de l’argent dans toute la société du XIXe siècle. Toutefois, la plupart des critiques refusent d'enfermer Balzac sous l'étiquette réaliste, car l'observation y est souvent transformée par un jeu d'hyperboles et d'analogies, comme le souligne notamment Albert Béguin. En outre, certains romans de Balzac sont d'inspiration fantastique, ésotérique ou romantique. Les historiens de la littérature voient donc plutôt chez Balzac, tout comme chez Stendhal, George Sand et Prosper Mérimée, la naissance du roman moderne. La Comédie humaine, immense fresque narrative d'une influence capitale pour toute réflexion sur le romanesque (et rassemblant les quelque 95 romans d'Honoré de Balzac), se caractérise ainsi à travers trois éléments spécifiques: le sens de l'observation, l'imagination et la construction. Le sens de l'observation confère un aspect historique aux romans de l'auteur à travers une analyse de la société du XIXe siècle ; avec l'imagination, l'écrivain joue sur différents registres (il sera notamment influencé par les effets de la littérature fantastique permettant de révéler certaines valeurs inattendues de la réalité); enfin, la construction représente un trait fondamental des écrits de Balzac à travers le retour des personnages dans différents de ses romans.

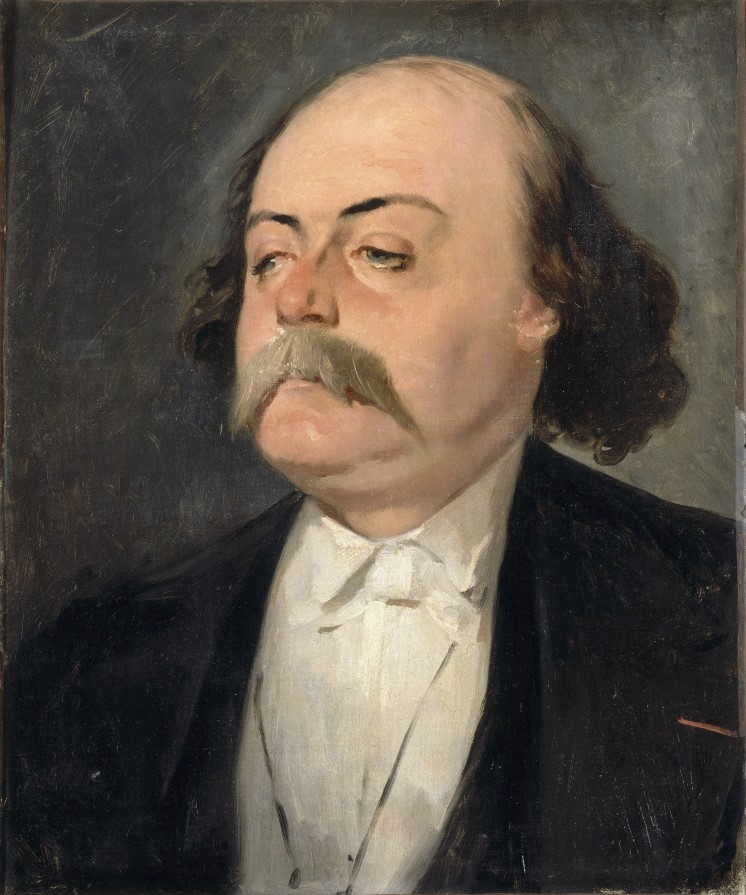
Gustave Flaubert.

Gustave Flaubert est très tôt conscient que le réalisme se contredit, étant donné que l’écriture ne peut produire que du texte, et non du réel. Il refuse de se laisser identifier au mouvement : « À propos de mes amis, vous ajoutez “mon école”. Mais je m’abîme le tempérament à tâcher de n’avoir pas d’école ! a priori, je les repousse toutes. […] Je regarde comme très secondaire le détail technique, le renseignement local, enfin le côté historique et exact des choses ». Cependant, Gustave Flaubert s'inscrit malgré lui — d'une certaine manière — dans le courant réaliste, à travers notamment la précision de ses descriptions abondantes. En effet, l'émotion n'est, pour lui, qu'une conséquence de l'exactitude avec laquelle les personnages et les décors sont détaillés ; ses écrits sont donc le fruit de très nombreuses recherches, notamment scientifiques, afin d'élaborer ses livres sur la base de connaissances approfondies. De plus, ses romans sont bien souvent inspirés d'événements réels tels que des faits divers et c'est l'un de ses plus grands romans qui en fait l'exemple : Madame Bovary (1856).
Il n’y a cependant jamais eu d'école réaliste, regroupant des écrivains sous la bannière d’une communauté esthétique revendiquée, comme Victor Hugo l’a été pour le romantisme. Certains auteurs français, néanmoins, se voient qualifiés de « réalistes » de manière assez récurrente, tels que Maupassant, Stendhal ou encore les frères Goncourt. Maupassant est en effet le créateur de certains contes et nouvelles réalistes dans lesquels il dépeint, dans un style simple et avec beaucoup de précision, la réalité. Stendhal, quant à lui, écrit avec une grande sensibilité esthétique et rend compte, sans indulgence, des mœurs de son temps (avec des héros contre l'ordre social, qui méprisent le règne de l'argent, etc.) ; il associera également le roman à un miroir promené le long d'un chemin. Enfin, les frères Goncourt possèdent également une place à part entière dans ce courant avec leur « réalisme documentaire » ; cependant, leur style d'écriture recèle aussi de nombreuses notes impressionnistes.

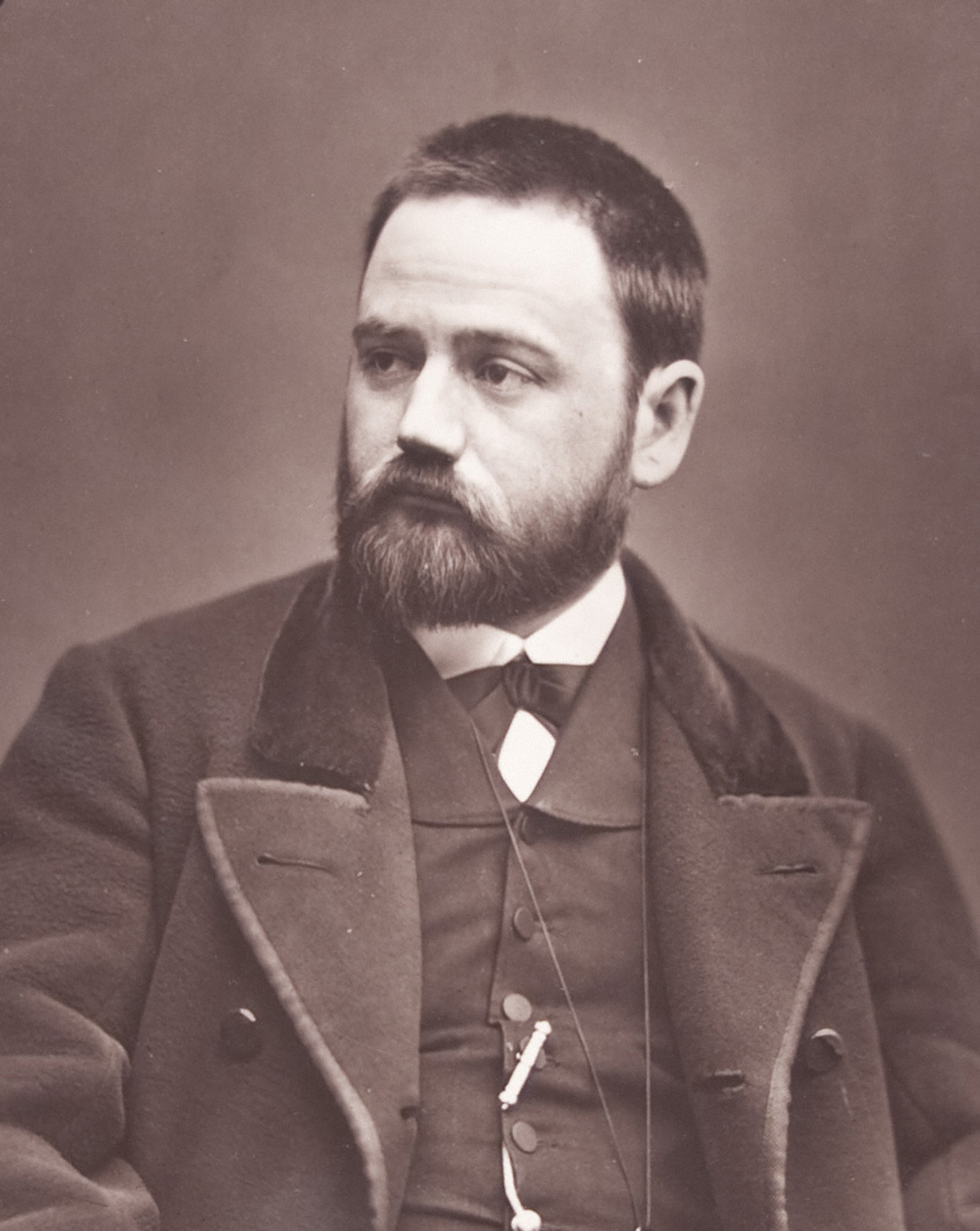
Émile Zola.

En revanche, le naturalisme, qui est issu des principes du réalisme, constitue davantage une « école » à proprement parler, selon les historiens de la littérature. C’est Émile Zola qui le premier utilise ce terme, en 1880, dans son célèbre essai Le Roman expérimental. Il veut aller plus loin que Balzac en s'attachant au monde des ouvriers. Fasciné par le succès de la méthode expérimentale dans le domaine scientifique (méthode qu'avait popularisée un livre de Claude Bernard sur la médecine expérimentale), il veut appliquer cette méthode au roman et ainsi donner une nouvelle dimension au réalisme, grâce à une démarche censée fonder une analyse objective de phénomènes tels que l’hérédité et l’alcoolisme. Zola décrit minutieusement chaque détail dans ses romans qu'il veut tels de véritables comptes rendus expérimentaux dans lesquels la physiologie prime (influence du positivisme). En outre, il adopte une double démarche constituée, premièrement, de l'observation des faits de la nature, et, deuxièmement, de l'expérimentation des mécanismes de ces faits. Comme Flaubert et Champfleury l'avaient fait pour le réalisme, Zola refuse toutefois de faire du naturalisme une école :

« C'est pourquoi j'ai dit tant de fois que le naturalisme n'était pas une école, que par exemple il ne s'incarnait pas dans le génie d'un homme ni dans le coup de folie d'un groupe, comme le romantisme, qu'il consistait simplement dans l'application de la méthode expérimentale à l'étude de la nature et de l'homme. […] Donc, dans le naturalisme, il ne saurait y avoir ni de novateurs ni de chefs d'école. Il y a simplement des travailleurs plus puissants les uns que les autres. »

En littérature française contemporaine, le réalisme fictionnel se confronte à un monde en mutation, et continue à tenir sa place ; il s'avère un moyen de  comprendre les enjeux d’aujourd’hui en dessinant des perspectives sur la mémoire collective, et en visitant le passé  avec un regard critique. Plusieurs approches narratives rendent éclectique le réalisme fictionnel contemporain. Dernières promenades à Petrópolis de Belinda Cannone, interroge la mort de Stefan Sweig. L'Ordre du jour, d'Eric Vuillard, explique les coulisses de l'Anschluss. Vous êtes l’amour malheureux du Führer  de Jean-Noël Orengo, étudie aussi l’ambiguïté du personnage d’Albert Speer, l’architecte préféré d’Hitler. Dans une veine géopolitique Salone (prix Senghor 2013) de Laurent LD Bonnet s'empare de l'histoire de la Sierra Léone pour aborder le thème  universel du délitement d'une société., tandis qu'Arno Bertina avec Ceux qui trop supportent, Verticales, 2021 (Prix du meilleur ouvrage sur le monde du travail 2022), s'empare d'un réalisme naturaliste dans la tradition d'Emile Zola

### Les procédés

#### Les grands principes (selon Champfleury et Duranty)
Le roman historique des années 1830 avait déjà introduit le souci du contexte social. Sous l’influence de Balzac et Stendhal, les romanciers découvrent une véritable poésie du quotidien qui puise ses thèmes dans l’observation du monde contemporain et dans un désir de "captation de la modernité". Le Réalisme s'oppose alors au Romantisme.
Le roman réaliste doit être la reproduction exacte de la réalité. Il s'agit d'écrire avec le plus de sincérité et avec un sens aigu de l’observation : il faut que l’auteur décrive ce qu’il pense juste, avec bonne foi, il doit surtout décrire ce qu’il connait, c’est-à-dire ce qu’il a lui-même observé, avec le souci du vrai, que ce soit beau ou laid, il doit écrire avec objectivité.
Le roman réaliste doit être l’étude raisonnée des mœurs et des individus de son époque. Le romancier réaliste doit éviter tout spectaculaire et s’oppose ainsi au roman historique, au roman exotique, au Romantisme, au lyrisme, à la fantaisie. Le roman réaliste a un objectif scientifique et philosophique ; il n’est pas un simple divertissement, il doit être utile.
Le roman réaliste s’adresse au plus grand nombre. Le romancier doit permettre au lecteur de tout comprendre. Ainsi les personnages représentés sont des types et le style est le plus simple possible, sans effet particulier (c’est-à-dire totalement sincère) ; le Réalisme c’est aussi l’absence de style. En effet, le roman réaliste rend compte de la vie de tous les jours, de la réalité telle qu'elle est (personnages ordinaires, médiocres ; situations ordinaires ; etc.), ce qui va beaucoup choquer à l'époque; le Réalisme privilégiera aussi la nouvelle et le roman, car ce sont des genres plus souples, moins marqués par les traditions littéraires.
Désireux de rendre compte du réel, les écrivains réunissent une véritable documentation sur le sujet qu’ils ont choisi. Gustave Flaubert se documente sur les symptômes de l’empoisonnement à l’arsenic avant d’écrire la fin de Madame Bovary. L'écriture de Proust, quant à elle, sera très fortement marquée par la Première Guerre Mondiale (il dépeindra dans nombre de ses œuvres l'écroulement du monde occasionné par celle-ci). Zola s'inscrit dans la lignée de Balzac avec la construction des Rougon-Macquart, ensemble de 20 romans, écrits à partir d'un travail de recherche et de documentation considérable, dans lesquels il retrace l'histoire d'une famille marquée par une hérédité pesante.

#### Les techniques
Les interventions directes du narrateur, porte-parole de l’auteur dans le récit, disparaissent. Le narrateur s’efface ainsi derrière son personnage, dont le point de vue devient prédominant. Cette substitution se traduit par la fréquence du style indirect libre, où la parole du narrateur fait place à celle du personnage sans qu'il y ait de marques du discours direct.
Le réel étant vu à travers le regard du personnage, il se limite à ce que celui-ci en perçoit d’où la multiplication des scènes destinées à amener de façon vraisemblable de nombreuses descriptions. Celles-ci sont particulièrement précises : les lieux, les personnages et les objets sont minutieusement décrits. Le romancier utilisera un vocabulaire spécifique du milieu décrit : Flaubert lit des traités d’archéologie pour écrire Salammbo, Zola présente en détail la diversité des petits métiers de la mine dans Germinal… De plus, les auteurs réalistes utilisent souvent des indicateurs spatiaux-temporels ainsi que des toponymes (=nom de lieu réel) afin de situer le texte. Les descriptions sont nombreuses. Voici, à titre d'exemple, une description très détaillée, usant d'un vocabulaire riche et précis, issue du Père Goriot de Balzac :

« La façade de la pension donne sur un jardinet, en sorte que la maison tombe à angle droit sur la rue Neuve-Sainte-Geneviève, où vous la voyez coupée dans sa profondeur. Le long de cette façade, entre la maison et le jardinet, règne un cailloutis en cuvette, large d'une toise, devant lequel est une allée sablée, bordée de géraniums, de lauriers-roses et de grenadiers plantés dans de grands vases en faïence bleue et blanche. On entre dans cette allée par une porte bâtarde, surmontée d'un écriteau sur lequel est écrit: MAISON-VAUQUER, et dessous: Pension bourgeoise des deux sexes et autres. »

Ajoutons que le personnage a une place très importante au sein du roman réaliste; il n'est d'ailleurs pas neutre à l'égard des idéologies et des philosophies, dans un but de revendication et d'une pratique de la liberté. Ainsi, le personnage reçoit trois fonctions: il est le héros d'une aventure, le médiateur d'un énoncé didactique sur le monde et il assure la solidarité entre la narration (événements, actes, etc.) et la description (êtres, choses).

## Le Réalisme en Grande-Bretagne

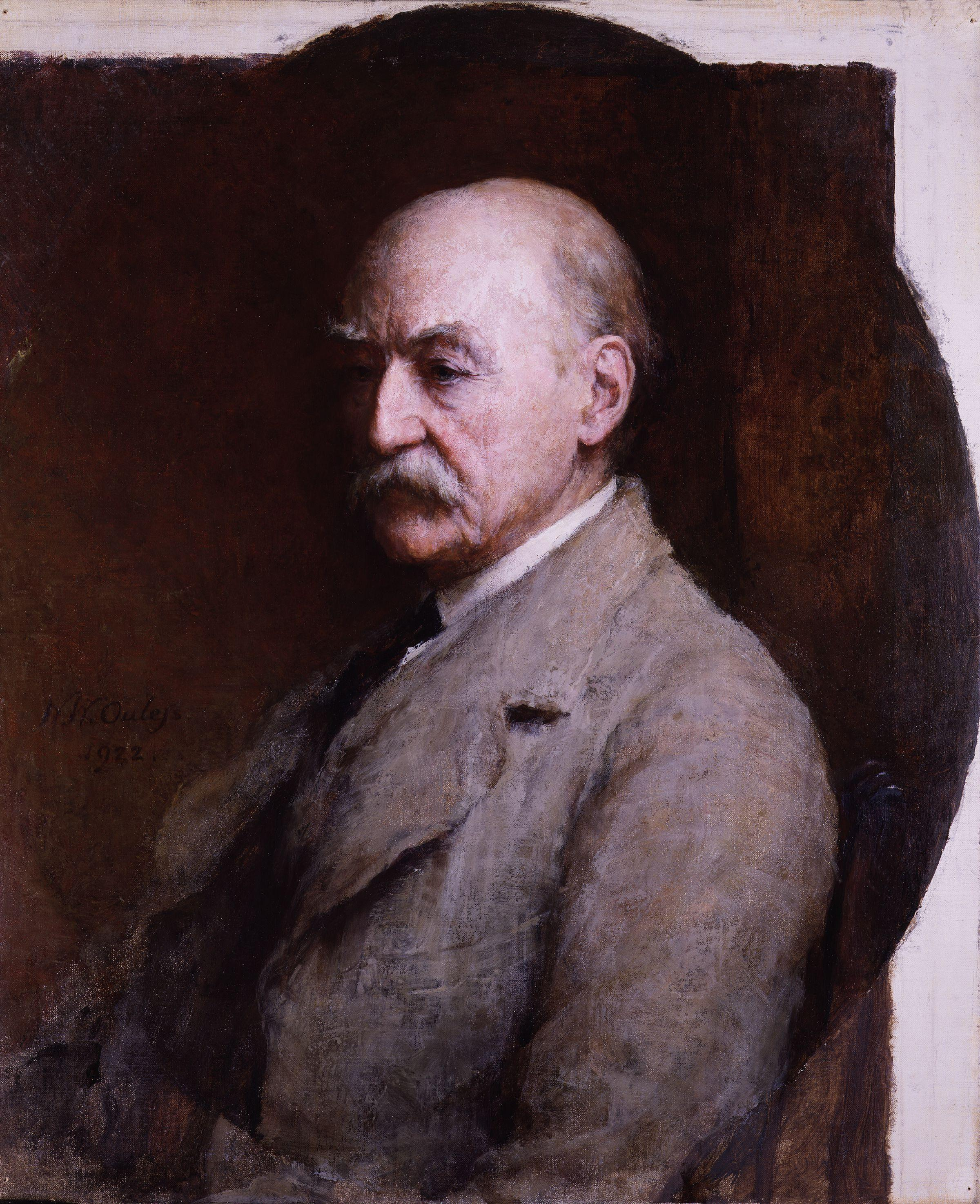
Portrait de Thomas Hardy par le peintre Walter William Ouless

Le Réalisme anglais trouve ses racines au XVIIIe siècle, par exemple dans les romans d’Henry Fielding, qui décrivent la racaille de Londres, ou encore chez Tobias Smollett. Le mouvement prend de l’ampleur au milieu du XIXe siècle, et de grands auteurs comme Thomas Hardy, D. H. Lawrence, George Eliot ou l’Irlandais George Moore s’inscrivent pleinement dans le mouvement réaliste, en s’attardant aux milieux ouvriers, aux relations adultères et à la classe des domestiques, alors que leurs prédécesseurs posaient leurs intrigues parmi les familles aisées de la campagne ou les professionnels ou les gens d’Église. Le scandale sera aussi de la partie : le dernier roman de Hardy, Jude l'Obscur, publié en 1895, est très mal reçu en raison de son traitement de la sexualité et de ses critiques acerbes du mariage, de l’université et de l’église. Déçu, Hardy abandonne alors la prose et consacre ses dernières années à la poésie.

## Le Réalisme dans le reste de l'Europe

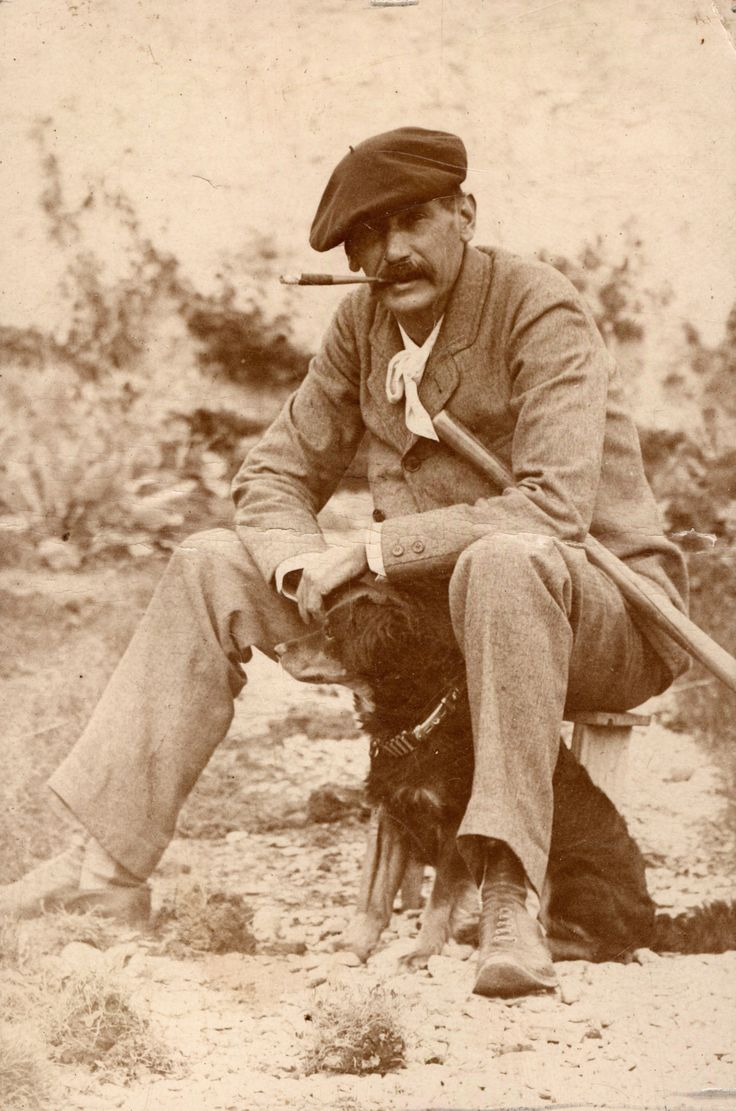
Benito Pérez Galdós écrivain espagnol

La traduction de Zola créa des émules à travers le monde. En Italie, se développa un courant réaliste national appelé le vérisme et illustré par les écrivains siciliens Giovanni Verga et Luigi Capuana. Ces auteurs dépeignent les classes populaires de la société, dans les régions périphériques du pays, dans un style dépouillé et avec des dialogues reflétant la langue parlée. Le courant se poursuit dans les premières années du XXe siècle avec des romanciers régionalistes, comme Matilde Serao à Naples, Renato Fucini en Toscane, et Grazia Deledda en Sardaigne. En Espagne, Benito Pérez Galdós, à côté de ses très nombreux romans historiques, écrit plusieurs romans sociaux d’inspiration balzacienne, tout comme Camilo Castelo Branco et Eça de Queirós au Portugal, dans les mêmes années.
En Scandinavie et en Russie, le mouvement est repris par des auteurs dramatiques, qui s’inspirent de faits quotidiens pour leurs pièces et représentent des gestes et des paroles tirés de la vie de tous les jours. Le Norvégien Henrik Ibsen, le Suédois August Strindberg, et les Russes Anton Tchekhov et Maxime Gorki écrivent des pièces qui restent encore aujourd’hui parmi les plus jouées du répertoire en suivant les enseignements du Réalisme.

## Le Réalisme en Amérique
Le Réalisme traverse ensuite l’Atlantique avec quelques décennies de retard, le temps que les œuvres des auteurs français et anglais cités fassent leur chemin. Aux États-Unis, le courant réaliste est associé au mouvement progressiste, qui cherche à réformer les conditions de vie, d’hygiène et de travail des classes laborieuses en dénonçant les abus du « capitalisme sauvage » qui atteint son apogée dans les années 1890. Upton Sinclair expose les conditions infâmes des abattoirs de Chicago dans The Jungle, publié en 1906, tandis que Theodore Dreiser décrit la vie difficile d’une femme de la classe ouvrière dans Jennie Gerhardt (1911), et la chute d’une femme issue d’une petite ville et happée par les tentations et les dangers de New York dans Sister Carrie (publié en 1900, mais diffusé seulement après 1912). Sinclair se tourne rapidement vers la politique, mais Dreiser poursuit sa carrière d’écrivain, et est rejoint par Sinclair Lewis qui dans Main Street dépeint une Madame Bovary américaine. Le mouvement se poursuit au Canada anglais dans les années 1920 et 1930 avec Frederick Philip Grove et Morley Callaghan, et en Amérique latine avec entre autres l’Argentin Manuel Gálvez.